# Ибрагимов, Бекир Гасан оглы
Бекир Гасан оглы Ибрагимов (азерб. Bəkir Həsən oğlu İbrahimov; 1903, Елизаветпольский уезд — 31 декабря 1967, Кедабекский район) — советский азербайджанский животновод, Герой Социалистического Труда (1958).

## Биография
Родился в 1903 году в селе Хархар Елизаветпольского уезда Елизаветпольской губернии (ныне Кедабеский район Азербайджана).
С 1930 года чабан, старший чабан колхоза «Коммунист» Кедабекского района. Получал высокую продуктивность животноводства.
Указом Президиума Верховного Совета СССР от 21 ноября 1958 года за выдающиеся успехи, достигнутые в деле развития овцеводства и увеличения производства шерсти Ибрагимову Бекиру Гасан оглы присвоено звание Героя Социалистического Труда с вручением ордена Ленина и золотой медали «Серп и Молот».
Скончался 31 декабря 1967 года в родном селе.